# 並河誠所
並河 誠所（なみかわ/なびか せいしょ、寛文8年（1668年） - 元文3年3月10日（1738年4月28日））は、江戸時代中期に活躍した儒学者・地理学者。諱は永。字は宗永、後に尚永。並川五一、並川五一郎とも称される。儒学者の並河天民は弟。
実地調査に6年間を費やして、畿内五カ国の地誌『五畿内志』を編纂した。調査の過程で数々の延喜式式内社の比定も行っている。

## 生涯
- 寛文8年（1668年）、山城国紀伊郡横大路村（現・京都府京都市伏見区）の富農の家に生まれる。
- 元禄4年（1691年）、24歳の時、京都で儒学者の伊藤仁斎の堀川塾に学んだ。
- 元禄12年（1699年）、32歳で遠江国掛川藩の藩儒となる。宝永3年（1706年）に辞任。
- 宝永5年（1708年）、武蔵国川越藩の藩儒となる。享保元年（1716年）、49歳で辞任。以後仕官せず、江戸に住み塾を開いた。京都に塾を開いていた弟の並河天民の処へ度々行き、経世済民思想に強い影響を受ける。さらに、歴史・地理・動物・植物から風俗・異聞まで関心を広げ、宝蔵学者の関衡祖や野呂元丈と親交を持った[1]。
- 享保8年（1723年）、56歳の時、幕府の命を受けて古文献の探訪に携わった。京・奈良・大坂など畿内の古文献を採訪した。幕府には地誌も含めて報告した。この時に、自らも地誌を編纂することを志した[1]。
- 享保11年（1726年）、翌年まで大坂町人の学問所懐徳堂などで教え、続いて三島宿の北に漢学の私塾「仰止館」を開く。
- 享保14年（1729年）、62歳の時、幕府より畿内地誌編纂の命を受ける。調査の旅に出た。まず河内国で調査する。村々の検地帳を検分、字名・古墳・氏神・古跡などの聞き取り調査を行う[1]。
- 享保15年（1730年）、摂津国に入り、検地帳や村明細帳などを提出させ、村高・氏神・字名・街道の間数などを調査した[1]。
- 享保16年（1731年）、大和国に入る。村里に入り、山川・集落・寺社・橋梁・名産・古墳・池などをつぶさに実地調査した[1]。
- 享保19年（1734年）、『五畿内志』完成。
- 元文3年（1738年）、71歳で没した。
- 大正6年（1917年）、従五位を追贈された[2]。

金堀塚（現静岡県立三島北高等学校内）に墓が作られたが、大正8年（1919年）に本覚寺へ移された。